# Sandro Pontremoli
Sandro Pontremoli (Ferrara, 20 gennaio 1926 – Genova, 24 giugno 2021) è stato un chirurgo e medico italiano, rettore dell'Università di Genova dal 1990 al 2004, è anche stato socio dell'Accademia dei Lincei.

## Biografia
Nato a Ferrara si laurea in medicina presso l'Università di Genova. Già preside della facoltà di medicina, diverrà rettore nel 1990 sino al 2004. Muore a 95 anni nel giugno 2021.